# پاول ینس
پاول ینس (به آلمانی: Paul Janes) بازیکن فوتبال و هافبک اهل آلمان است که از سال ۱۹۳۲ میلادی عضو تیم ملی فوتبال آلمان بوده‌است. وی در ۷۱ بازی ملی حضور داشته است و آخرین بازی ملی خود را در سال ۱۹۴۲ میلادی انجام داد. پاول ینس در بازی‌های ملی‌اش ۷ گل به ثمر رساند.